# Elmar Mayer (Politiker)

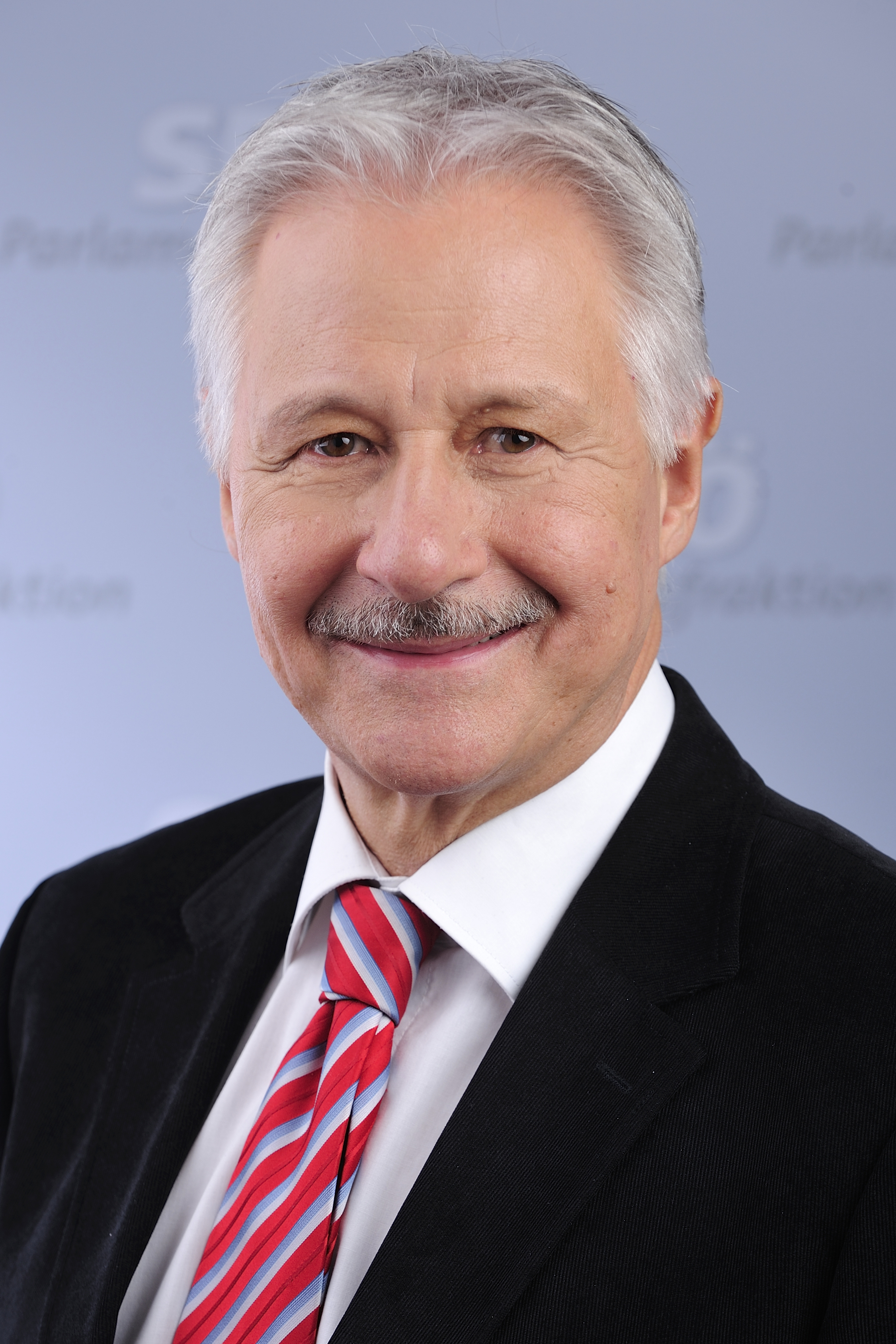
Elmar Mayer (2014)

Elmar Mayer (* 13. März 1953 in Hohenems) ist ein österreichischer Politiker (SPÖ) und Lehrer. Mayer war von 2006 bis 2017 Abgeordneter zum Österreichischen Nationalrat und von 1983 bis 2006 Abgeordneter zum Vorarlberger Landtag.

## Ausbildung und Beruf
Elmar Mayer besuchte von 1959 bis 1963 die Volksschule in Götzis und von 1964 bis 1968 das Gymnasium in Feldkirch. Danach wechselte er an das Bundesoberstufenrealgymnasium in Feldkirch, an dem er 1973 die Matura ablegte. Von 1973 bis 1975 schloss er die Pädagogische Akademie in Feldkirch ab. Mayer arbeitete von 1975 bis 1994 als Volksschullehrer und von 1994 bis 2006 als Volksschuldirektor.

## Politik
Mayer war zwischen 1976 und 1980 Landesvorsitzender der Sozialistischen Jugend Vorarlberg und von 1980 bis 1995 Gemeinderat in Götzis. Er kam 1983 als Abgeordneter in den Vorarlberger Landtag und war dort von 1989 bis 1992 Klubobmann der SPÖ. Am 30. Oktober 2006 wechselte Mayer vom Landtag in den Nationalrat. Zudem war Mayer zwischen 1995 und 1999 Landesvorsitzender der SPÖ Vorarlberg.
Schwerpunkte seine politischen Tätigkeit sind nach eigenen Angaben die Themen Bildung, Wissenschaft, Sicherheit, Wohnen, Kontrolle und Europa. Bis zum 13. Dezember 2013 war Mayer fünf Jahre lang Bildungssprecher der SPÖ im Nationalrat, ehe er erklärte, diese Funktion zurückzulegen aufgrund der Tatsache, dass einige seiner zentralen bildungspolitischen Forderungen im am selben Tag vorgestellten neuen Koalitionsabkommen der Bundesregierung Faymann II nicht vorkamen. In der XXV. Gesetzgebungsperiode war Elmar Mayer daher Rechnungshof-Sprecher seiner Parlamentsfraktion im Nationalrat.
Nach der Nationalratswahl 2017, bei der Mayer nicht erneut kandidierte, schied er am 8. November 2017 als Mandatar aus dem Nationalrat aus.

## Auszeichnungen
- 2011: Großes Goldenes Ehrenzeichen für Verdienste um die Republik Österreich[3]

## Privates
Elmar Mayer ist verheiratet und hat zwei Söhne und eine Tochter.